# جنقاية
جنقاية (بالتركية: Çankaya) هي منطقة في أنقرة في تركيا . وهي موطن للعديد من المباني الحكومية، بما في ذلك البرلمان التركي (الجمعية الوطنية الكبرى لتركيا)، بالإضافة إلى جميع السفارات الأجنبية تقريبًا لتركيا. جنقاية هي منطقة عالمية وتعتبر المركز الثقافي والمالي لأنقرة.

## التركيبة السكانية
يقترب عدد سكان المحافظة الوسطى من مليون نسمة في عام 2016.

## التاريخ

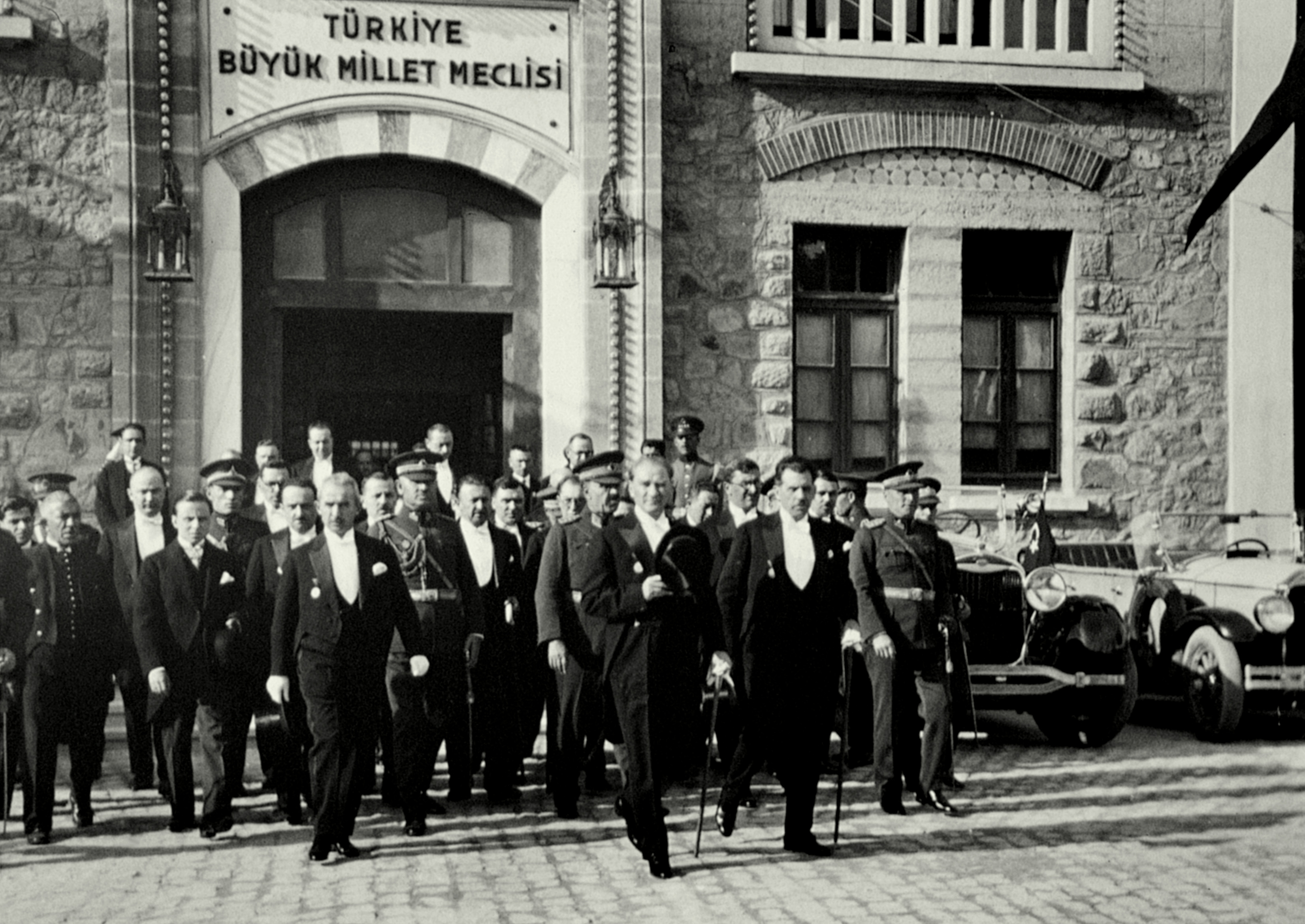
الرئيس أتاتورك ورفاقه يغادرون مبنى الجمعية الوطنية الكبرى لتركيا (1930).

## الثقافة
كانت المباني الأولى للجمهورية على الطراز العثماني الكبير، ولكن تحتوي جانكايا اليوم أيضًا على عدد من المباني الحديثة الرائعة. المنطقة هي موطن لعدد كبير من المتاحف والمسارح ودور السينما والجمعيات الثقافية وبائعي الكتب والناشرين والمكتبات، بما في ذلك المكتبة الوطنية. تم تسمية العديد من شوارع الحي على اسم الشعراء والكتاب والمفكرين.
تقع معظم المدارس الثانوية الأكثر شهرة في أنقرة وعددًا كبيرًا من المباني الجامعية فيها، بما في ذلك الحرم الجامعي الكبير لـ جامعة الشرق الأوسط التقنية، وجامعة بيلكنت و معظم مباني جامعة حجة تبة. وفيها تم افتتاح جامعة جانكايا .

## صور

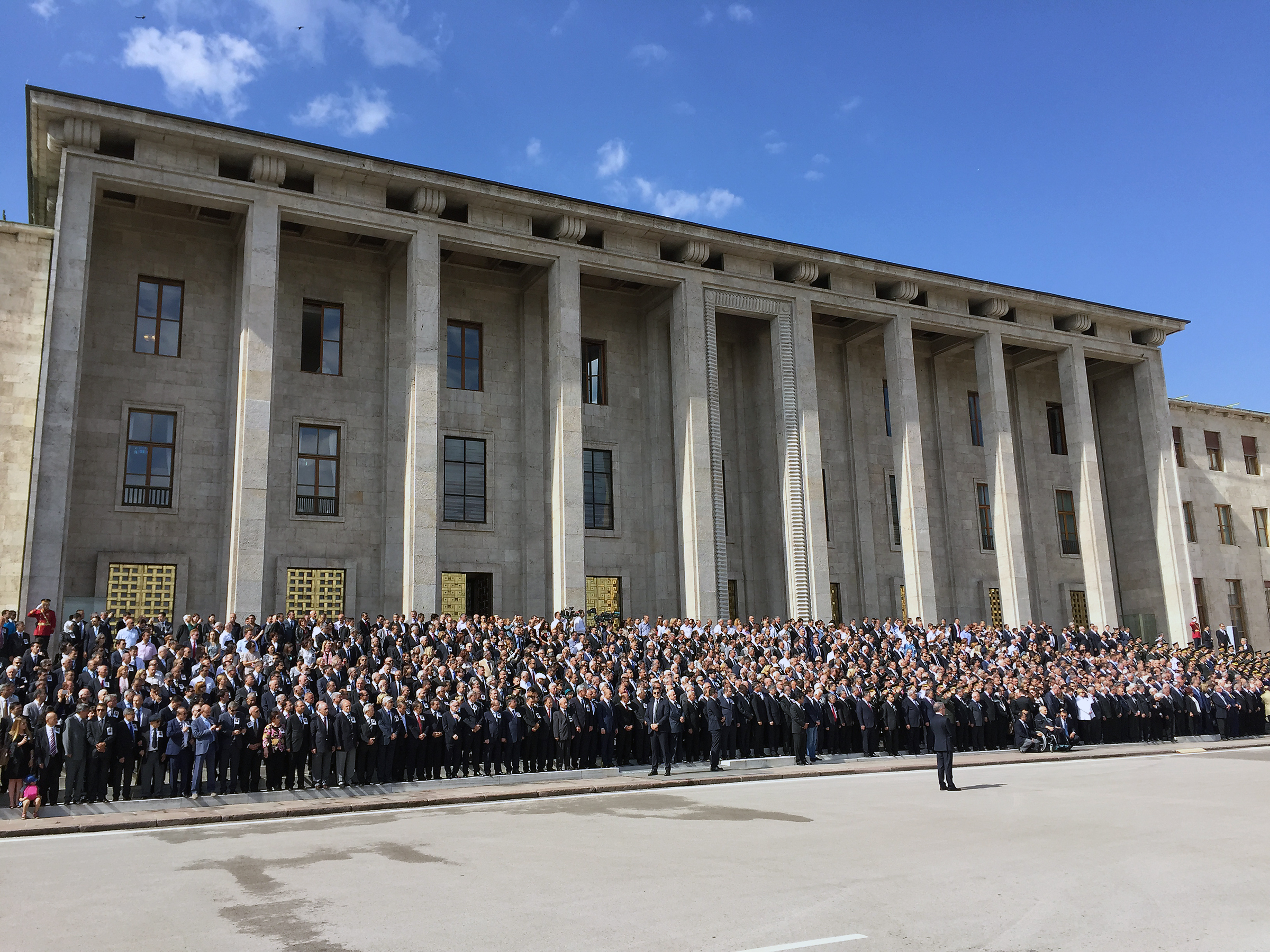
البرلمان التركي
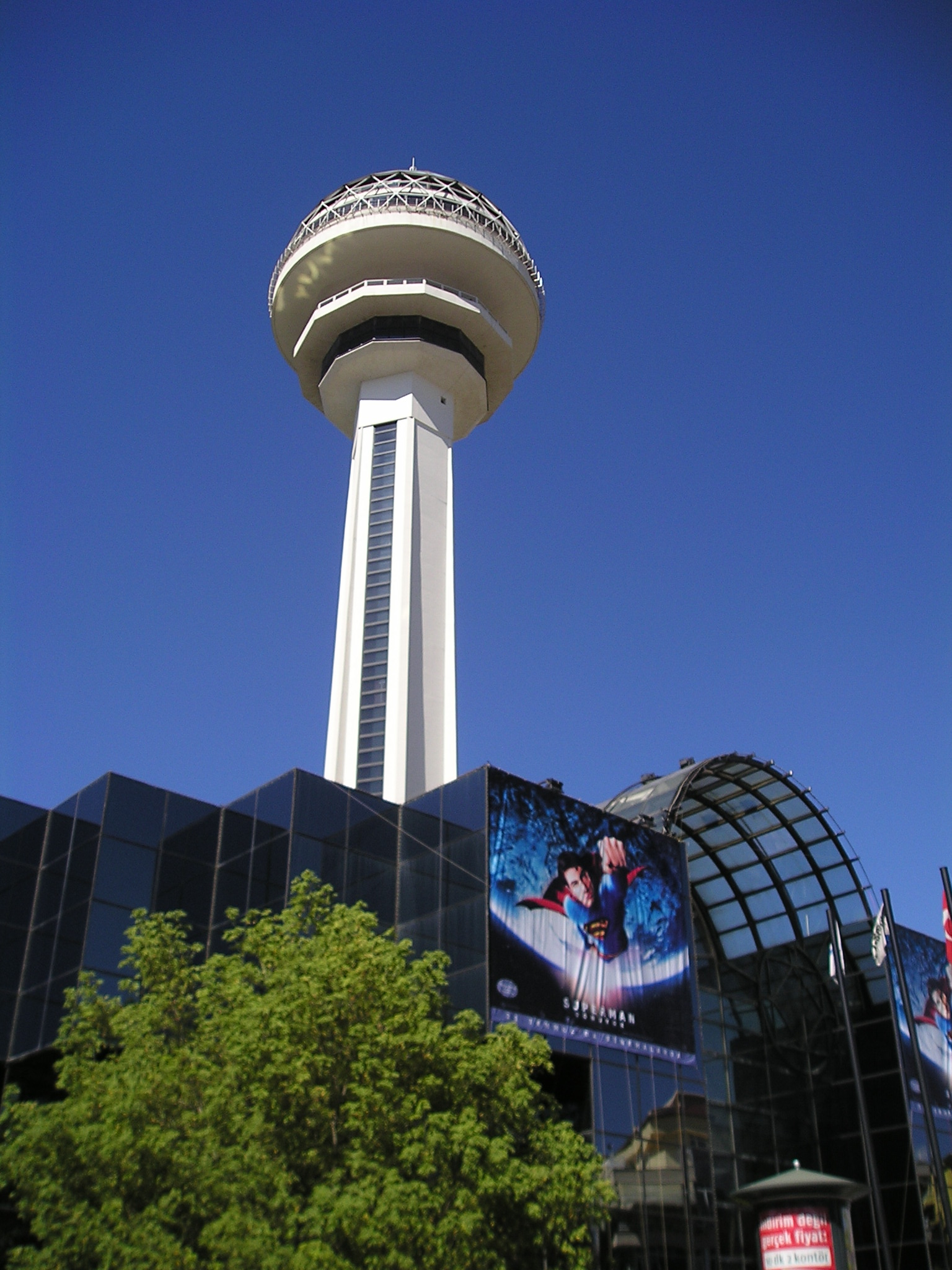
أتاكولي
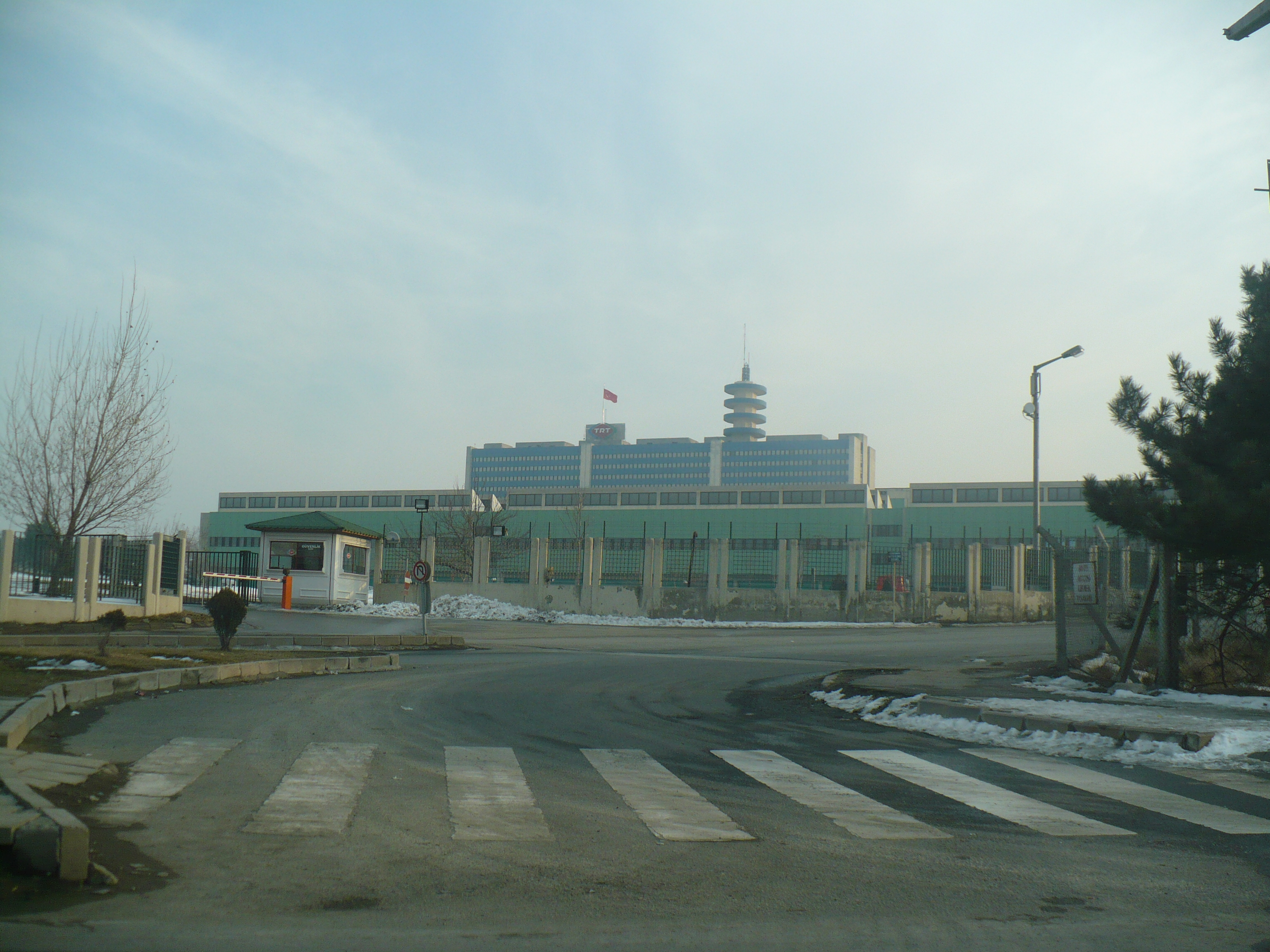
مقر قناة  مؤسسة الإذاعة والتلفزيون التركية TRT.
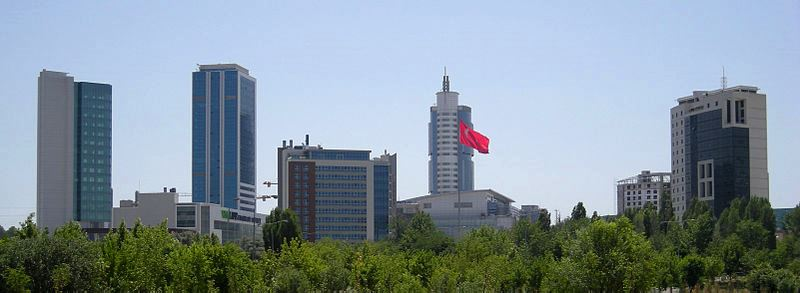
منطقة الأعمال سوغوتوزو
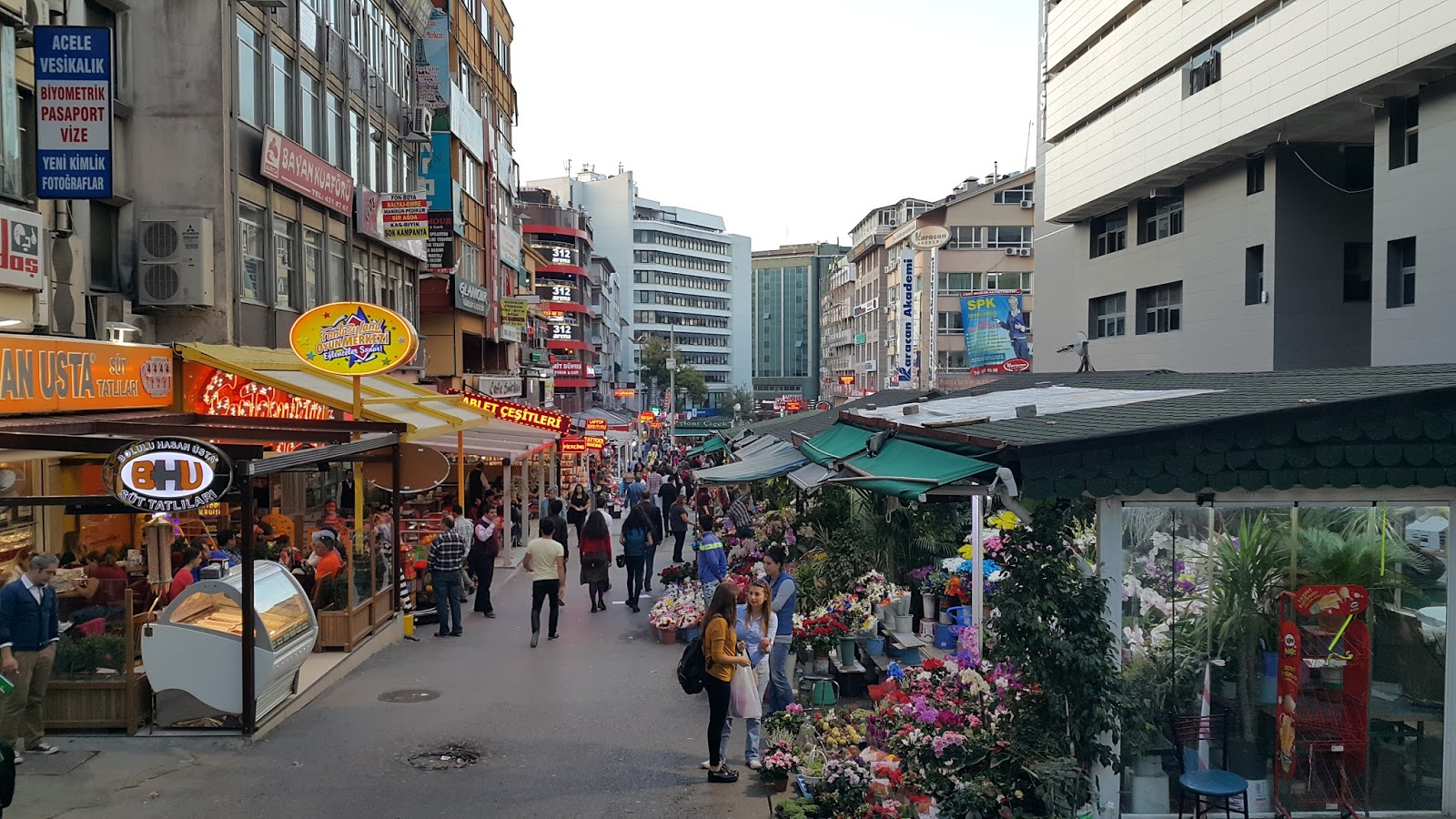
كيزيلاى Kızılay
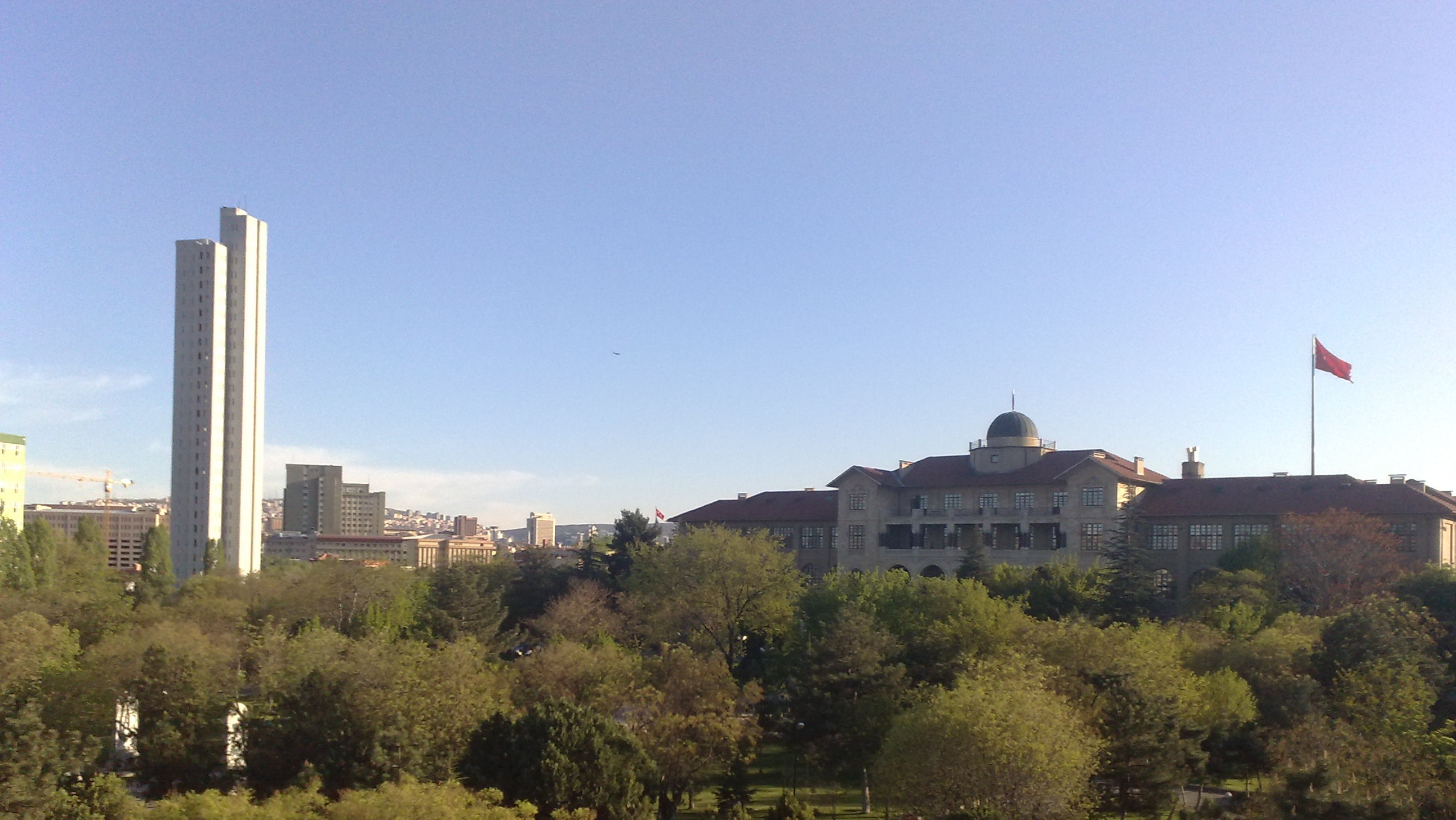
جامعة غازي
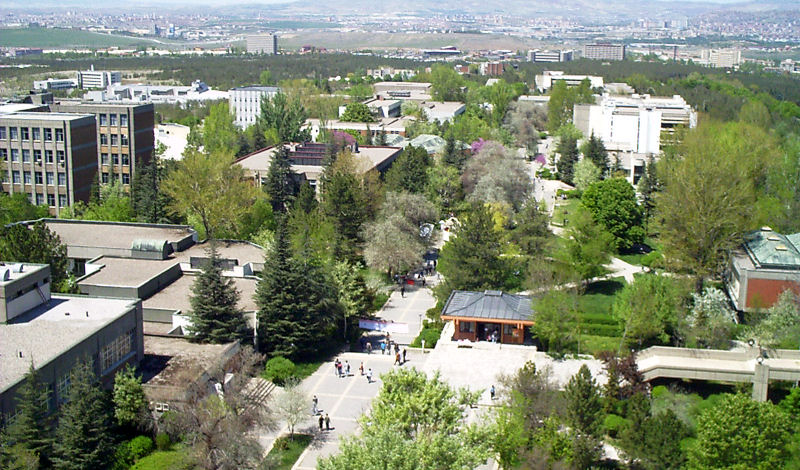
الحرم الجامعي لـجامعة الشرق الأوسط التقنية

## الأماكن ذات الأهمية
- متحف حضارات الأناضول
- Anıtkabir ضريح أتاتورك
- متحف أنقرة الإثنوغرافي
- برج أتاكولي
- كانكايا كوشكو - المقر السابق لرئيس تركيا
- بيمبي كوشك - مقر إقامة الرئيس التركي عصمت إينونو من عام 1925 إلى عام 1973
- صالة THF الرياضية

## روابط خارجية
- رئاسة تركيا، الموقع الرسمي (بالتركية والإنجليزية)
- الموقع الرسمي لمحافظ المنطقة (بالتركية والإنجليزية)
- الموقع الرسمي لبلدية المنطقة (بالتركية والإنجليزية)
- جمعية سكان كافاكليدير (بالتركية)